# Liberty Head Double Eagle
Liberty Head Double Eagle również jako Coronet Double Eagle – pierwsza amerykańska złota moneta obiegowa o wartości 20 dolarów amerykańskich (tzw. Double Eagle), zaprojektowana przez Jamesa B. Longacre’a, wybijana przez U.S. Mint w latach 1850–1907 w trzech odmianach. Bicie monet o tym nominale zostało ustanowione na mocy uchwalonego przez Kongres Coinage Act of 1849.
W 1907 roku została zastąpiona monetą Saint-Gaudens Double Eagle projektu Augustusa Saint-Gaudensa.

## Tło historyczne
2 kwietnia 1792 roku Kongres uchwalił Coinage Act of 1792, który zezwolił na bicie monet różnych wartości, w tym monet złotych o nominale 10 dolarów amerykańskich zwanych Eagle. Była to wówczas moneta o największym nominale w Stanach Zjednoczonych. W tym czasie w obiegu znajdowały się wówczas złote monety z Hiszpanii, Meksyku, Holandii czy Wielkiej Brytanii i pozostawały legalnym środkiem płatniczym w Stanach Zjednoczonych do 1857 roku. Pierwszymi złotymi monetami wybitymi w mennicy w Filadelfii były monety o nominale 5 i 10 dolarów. Kruszec używany do produkcji amerykańskich złotych monet nie pochodził ze Stanów Zjednoczonych. Był on nabywany za granicą pod postacią sztab lub złotych monet. W 1799 roku Conrad Reed znalazł w Meadow Creek w Karolinie Północnej bryłkę złota. W 1803 John Reed wraz ze wspólnikami znalazł w Meadow Creek 28-funtowy samorodek złota. Z czasem w okolicy rzeki powstała kopalnia Dunn Mine, a w jej okolicach zaczęli osiedlać się górnicy. W 1830 roku okolice miasta Charlotte stanowiły główne źródło zaopatrzenia Stanów Zjednoczonych w złoto. O znaczeniu tego obszaru znaczy fakt, że w 1838 roku Kongres otworzył oddziały Mennicy Stanów Zjednoczonych w Dahlonedze (Georgia) i Charlotte (Karolina Północna).
Jeszcze w XVIII wieku pojawił się problem ze złotymi monetami. W 1792 roku ustalono stosunek srebra do złota na 15 do 1. Okazało się, że na rynku stosunek ten wynosił 16 do 1. Doprowadziło to do przetopu złotych monet na rynku, a następnie sprzedaży za wartość wyższą niż zdeklarowana. Relacja obu kruszców wobec siebie zmieniała się na przestrzeni lat. Jednak za każdym razem, kiedy wartość złota rosła, to coraz większa liczba złotych monet była przetapiana i sprzedawana z zyskiem. W celu zaradzenia temu problemowi w 1834 roku uchwalono Coinage Act of 1834. Na mocy tej ustawy zredukowano wagę złotych monet tak, aby zachować ich wartość i jednocześnie powstrzymać ich przetop. Na mocy tego prawa moneta o nominale 10 dolarów powinna mieć 232 grany czystego złota (15,033 g), a nie jak według standardu ustalonego w Coinage Act of 1792 – 247,5 grana (16,037 g).
Istotny wpływ na złote mennictwo w Stanach Zjednoczonych miała kalifornijska gorączka złota zapoczątkowana 1848 roku. Z czasem ilość złota napływająca na rynek krajowy sprawiła, że w stosunku do srebra kruszec ten upowszechnił się i zaczął tracić na wartości. W styczniu 1849 roku James I. McKay zapowiedział, że przedłoży pod głosowanie prawo, które zreformuje wartości złotych monet. 1 lutego Charles G. Atherton zaproponował poprawkę do projektu ustawy McKaya, która wprowadzałaby do obiegu monety o nominale 20 dolarów. 20 lutego przedstawiono projekt ustawy będącej połączeniem propozycji McKaya i Athertona. Została ona zaakceptowana przez Izbę Reprezentantów. Senat przyjął 3 marca 1849 roku ustawę Coinage Act of 1849, która ustanowiła tym samym bicie złotych monet w rozdziale CIX.
Powodem, który przyczynił się do wprowadzenia monety Double Eagle była chęć przekształcenia dużych ilości złota na rynku w monety przy jak najmniejszym wysiłku mennic. Moneta o tym nominale stanowiła dwukrotność 10 dolarów czy czterokrotność 5 dolarów. Nominał ten redukował nakład pracy mennic. Podobnie postąpiono w 1878 roku, kiedy uchwalono Bland-Allison Act, który miał na celu rozwiązanie problemu rosnącej ilości srebra na rynku, co przełożyło się m.in. na rozpoczęcie bicia dolara Morgana. Pomysł wprowadzenia do obiegu monety o nominale 20 dolarów spodobał się także amerykańskim bankierom, którym taka moneta ułatwiłaby składowanie dużych sum w sejfach przy zaoszczędzeniu miejsca. Przeciwnikiem złotych monet był ówczesny dyrektor mennicy Robert M. Patterson, który uważał, że małe, złote monety byłyby fikcyjnym środkiem płatniczym i „niegodnym wielkiego narodu”, jakim byli Amerykanie.

## Projekt monety i obieg

### Projekt i początek emisji

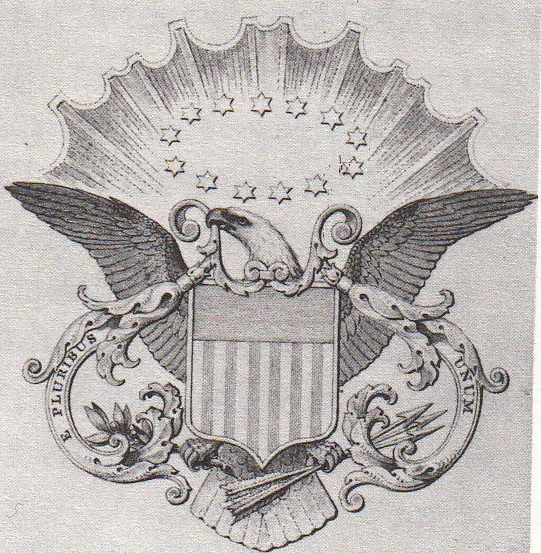
Szkic orła Jamesa Longacre’a, który znalazł się na rewersie monety.

16 września 1844 roku głównym rytownikiem U.S. Mint został James B. Longacre, który zastąpił zmarłego na stanowisku Christiana Gobrechta. Początkowo zaangażowany był w przygotowanie propozycji zmiany wizerunku złotych monet jednodolarowych. Jednak z wejściem w życie Coinage Act of 1849 rozpoczął prace nad wizerunkiem monet o nowych nominałach. Nie przebiegały one bezproblemowo, ponieważ Longacre nie miał wcześniej doświadczenia jako projektant monet. Przed objęciem nowej posady pracował jako projektant płyt drukarskich. Ponadto Robert M. Patterson był przeciwny zatrudnianiu Longacre’a, ponieważ obawiał się, że ten negatywnie wpłynie na jego nielegalne przedsięwzięcia w mennicy. Dlatego dyrektor kazał Longacre’owi tworzyć nowe projekty wizerunków przed wybiciem próbnych egzemplarzy monet. Mimo to 7 maja 1849 roku zakończono fazę projektowania stempli monet. Motywem dla awersów monet stał się zwrócony w lewę stronę profil Miss Liberty z diademem z napisem „LIBERTY”. Profil otoczony został trzynastoma sześcioramiennymi gwiazdami. Pod postacią umieszczono rok wybicia monety. Awers stanowił jednak udoskonalenie wizerunku Miss Liberty z monet o nominale 2,5, 5 i 10 dolarów. Ze względu na diadem na głowie personifikacji wolności, to moneta ta zwana jest także Coronet Double Eagle. Motyw rewersu był natomiast nowatorski dla amerykańskiego mennictwa. Przedstawiał orła z rozłożonymi skrzydłami, który na piersiach miał Union Shield, a w szponach trzymał strzały i gałązkę oliwną. Po lewej i prawej stronie orła Longacre umieścił ozdobne ornamenty z mottem „E Pluribus Unum”. Nad orłem znalazły się gwieździsta aureola i rozchodzące się od orła promienie. Rewers miał nawiązywać do Wielkiej Pieczęci Stanów Zjednoczonych.
W 1849 roku wybito jedynie próby. W 1850 roku do obiegu weszły pierwsze obiegowe monety Double Eagle. Już w pierwszych latach użytkowania monet ujawniono przypadki fałszowania monet. Fałszerze przepiłowywali monety o nominale 20 dolarów na pół, aby rozdzielić rewers i awers od siebie. Następnie drążono lub wyskrobywano płaską stronę monety, a w to miejsce umieszczano platynę. Później moneta była scalana ponownie i wpuszczana do obiegu z podobną wagą, co oryginał, ale mniejszą zawartością kruszcu. Na początku lat 60. XIX wieku platyna zaczęła drożeć, co wpłynęło na zanik tego procederu. W 1853 roku Kongres uchwalił Coinage Act of 1853. Zawarto w nim mechanizm regulujący liczbę drobnych srebrnych monet na rynku. Od tej pory miały być one wybijane na konto rządowe za opłatą w złocie. Zasada ta doprowadziła de facto do nieformalnego wprowadzenia w Stanach Zjednoczonych standardu złota. W 1858 roku pojawiły się pierwsze egzemplarze kolekcjonerskie. Ich cena była jednak wysoka, ponieważ stanowiła ekwiwalent należności za przepracowanie pięciu tygodni.

### Rewers projektu Anthony’ego C. Paqueta

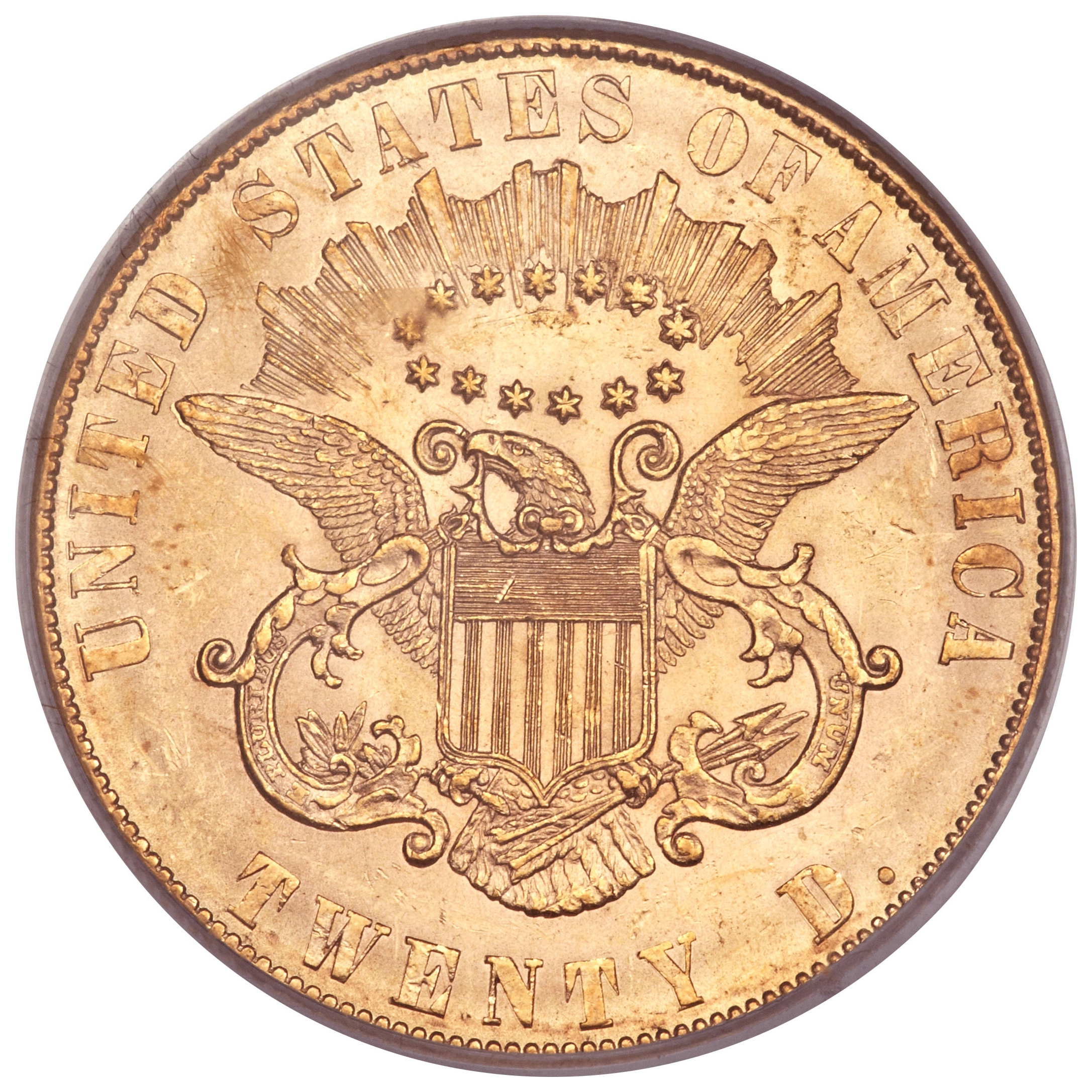
Zmieniony przez Anthony’ego C. Paqueta rewers monety

Już w 1859 roku ówczesny dyrektor U.S. Mint James R. Snowden podjął decyzję o poprawie wyglądu amerykańskich monet. Do tego zadania został wyznaczony rytownik Anthony C. Paquet. Na początku Paquet miał wykonać tylko awers. W rezultacie stworzył tylko próbę przedstawiającą siedzącą Miss Liberty, która w prawej dłoni trzymała fasces, a w lewej Union Shield. Za Miss Liberty umieścił siedzącego orła. Nie podjęto jednak decyzji, co dalej z propozycją awersu Paqueta. Rytownik natomiast rozpoczął prace nad poprawą rewersu. W legendzie rewersu użył wydłużonych i chudszych liter, a także zmniejszył obrzeże rewersu do wąskiej krawędzi. W 1860 roku propozycja rewersu Paqueta została zaakceptowana, a stemple dostarczono do oddziałów w Nowym Orleanie i San Francisco. W trakcie bicia monet okazało się, że pole rewersu było szersze niż pole awersu, co wpływało na szybsze zużywanie się stempli. Wcześniej nie zauważono tego problemu, gdyż próby wykonano na prasach medalierskich. Wraz z ujawnieniem problemu Snowden wysłał telegram do Nowego Orleanu, aby nie używano do bicia nowych stempli. W przypadku oddziału w San Francisco sprawa okazała się bardziej skomplikowana, ponieważ na zachód od St. Joseph (Missouri) nie było jeszcze linii telegrafu. Wobec tego wiadomość wysłano gońcem. Zanim wiadomość od Snowdena dotarła do mennicy w San Francisco, to ta zdążyła już wybić w 1861 roku 19 250 sztuk monety o zmienionym rewersie.

### DewizaIn God We Trust
W 1861 roku w związku z wybuchem wojny secesyjnej wielebny M.R. Watkinson napisał list do sekretarza skarbu Salmona Chase’a i zaproponował, aby na amerykańskich monetach zamiast „bogini wolności” znalazły się odwołania do wartości chrześcijańskich i jedności (np. „wieczne zjednoczenie” lub „Bóg, wolność, prawo”). Propozycja ta spotkała się z uznaniem Chase’a. Dyrektor U.S. Mint - James Pollock - dokonał przeglądu amerykańskiego ustawodawstwa związanego z mennictwem i poinformował departament, że żadna zmiana na monetach nie może zostać wprowadzona bez specjalnych zapisów prawnych. Pollock zaproponował dewizy: „God and Our Country” oraz „God our Trust”. Chase uznał, że pierwsza dewiza miałaby lepszy wydźwięk w formie: „Our God and Our Country”. Ostateczną aprobatę sekretarza uzyskała jednak dewiza „In God We Trust”. W 1866 roku przyjęto prawo Act of March 3, 1865, nakazujące użycie dewizy „In God We Trust” na monetach o nominałach 25 centów, jeden dolar, pięć dolarów (Half Eagle) i 20 dolarów. Na monetach Double Eagle dewiza ta pojawiła się w 1866 roku nad orłem, wewnątrz gwieździstej aureoli.
Po 11 latach od rozpoczęcia bicia drugiej odmiany dokonano ostatniej zmiany w wizerunku monety. Tym razem na rewersie zmieniono zapis nominału i nazwy waluty. Dotychczasowy „TWENTY D.” zamieniono na „TWENTY DOLLARS”. Zmiany tej dokonał rytownik William Barber. W takiej formie moneta była bita od 1877 roku do końca swojej emisji.
W 1905 roku prezydent Theodore Roosevelt postanowił zmienić wizerunek amerykańskich monet. W tym celu skontaktował się z Augustusem Saint-Gaudensem, któremu zlecił wykonanie projektów dla amerykańskich monet różnych nominałów. Przed swoją śmiercią w 1907 roku Saint-Gaudens zdołał zaprojektować jedynie wizerunki monet o nominale 10 i 20 dolarów. W tym samym roku moneta Liberty Head Double Eagle została zastąpiona przez Saint-Gaudens Double Eagle.

## Nakłady
Poniższa tabela przedstawia nakłady poszczególnych odmian monety:
| Odmiana                       | Lata emisji | Liczba monet   | Liczba monet      |
| Odmiana                       | Lata emisji | stempel zwykły | stempel lustrzany |
| ----------------------------- | ----------- | -------------- | ----------------- |
| Liberty Head                  | 1850–1866   | 23 526 676     | ~ 375             |
| Liberty Head z dewizą         | 1866–1876   | 16 160 758     | 335               |
| Liberty Head „TWENTY DOLLARS” | 1877–1907   | 64 137 477     | 2426              |

## Opis monety

### Awers
We wszystkich trzech odmianach awers wyglądał tak samo. Przedstawiał on zwrócony w lewo profil Miss Liberty z upiętymi włosami oraz diademem, na którym umieszczono napis „LIBERTY”. Profil miał nawiązywać do rzeźby Przyczajonej Wenus. Dookoła profilu Longacre umieścił 13 sześcioramiennych gwiazd, a pod profilem znajdowały się daty wybicia monety.

### Rewers

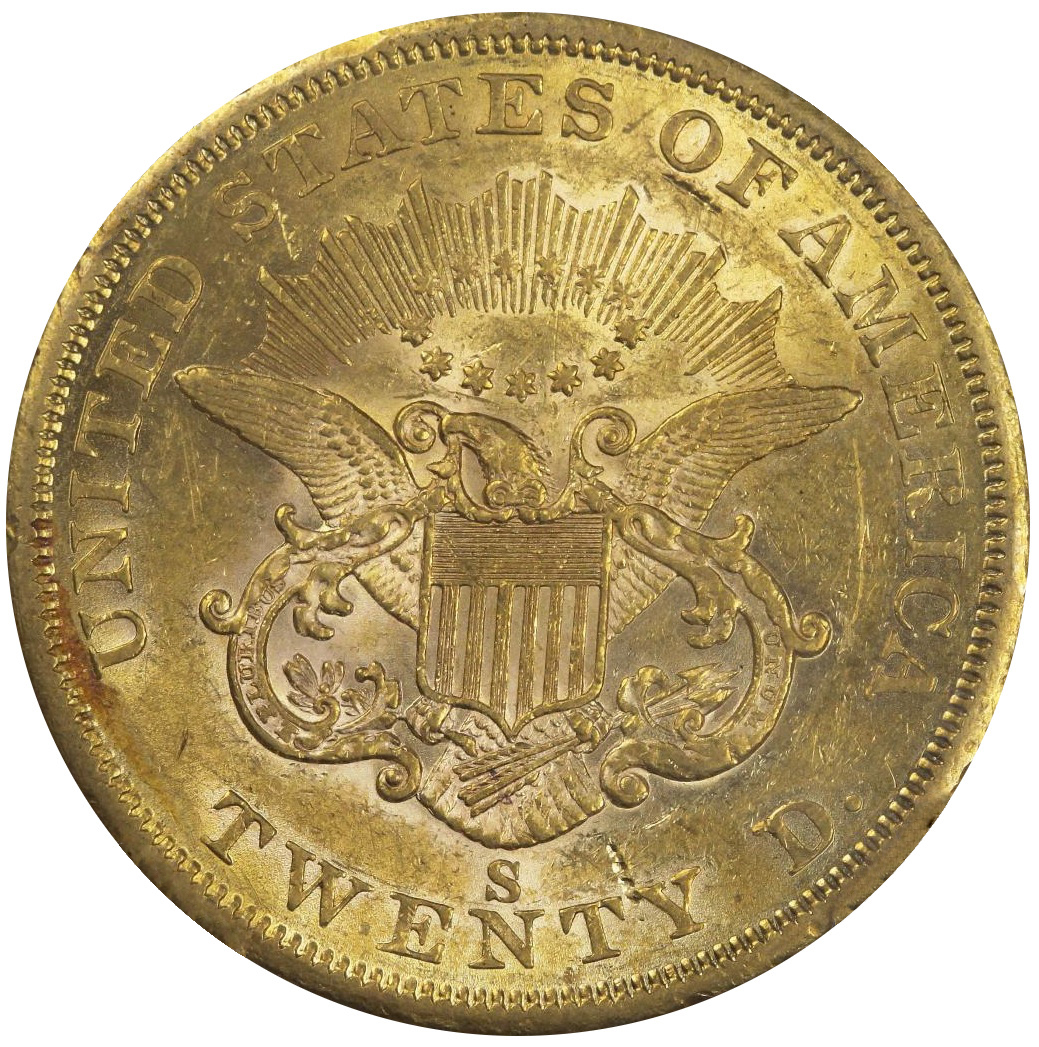
Rewers ze znakiem mennicy „S” - San Francisco

Rewers monety nawiązywał do Wielkiej Pieczęci Stanów Zjednoczonych. Przedstawiał orła z rozłożonymi skrzydłami i Union Shield na piersiach. W szponach orła znajdowały się strzały i gałązka oliwna. Nad głowa orła Longacre umieścił aureolę z 13 gwiazd oraz rozchodzące się od niej promienie. Po lewej i prawej stronie orła znalazła się ozdobna ornamentyka z mottem „E Pluribus Unum”. Nad orłem nazwa państwa „UNITED STATES OF AMERICA”, a pod nim nominał ze skróconą nazwą waluty „TWENTY D.”.
W 1861 roku doszło do wybicia 19 250 sztuk monety z rewersem projektu Anthony’ego C. Paqueta. W legendzie rewersu użył on wydłużonych i chudszych liter, a także zmniejszył obrzeże rewersu do wąskiej krawędzi.
Na drugiej odmianie bitej od 1866 roku umieszczono dewizę „IN GOD WE TRUST”.
W trzeciej odmianie monety rozwinięto skróconą nazwę waluty „TWENTY DOLLARS”.
Znak mennicy umieszczany był pod orłem.

### Opis fizyczny
Szczegóły opisu fizycznego monety:
- Waga: 33,43 g
- Średnica: 34 mm

- Kruszec: Au 900 (90% złota, 10% miedzi)
- Krawędź: ząbkowana
- Stempel: zwykły i lustrzany
- Mennica: Filadelfia, Carson City, Denver, Nowy Orlean, San Francisco